# Canadian Museum of History
Canadian Museum of History (franska: Musée canadien de l’histoire) är ett historiemuseum i Gatineau, Québec, Kanada. Det grundades 1856 som ett geologimuseum, men började snart samla etnografiskt material. Genom åren har museet haft namn som National Museum of Man och Canadian Museum of Civilization, för att 2013 få sitt nuvarande namn. 